# الدوري النمساوي 1989–90
الدوري النمساوي الممتاز 1989–90 (بالألمانية: Österreichische Fußballmeisterschaft 1989/90)‏ هو الموسم 79 من بوندسليغا النمسا لكرة القدم. أشرف على تنظيمه اتحاد النمسا لكرة القدم، وكان عدد الأندية المشاركة فيه 12، وفاز فيه سواروفسكي تيرول.